# L'ora della verità (romanzo James Hadley Chase)
L’ora della verità (What's Better than Money) è un romanzo di giallo del 1962 scritto da James Hadley Chase.
È il numero 700 della serie Il Giallo Mondadori.
È il numero 420 della serie I Classici del Giallo Mondadori.

## Trama
Jefferson Halliday, tornato a casa dopo aver subito una brutta ferita di guerra, incontra Rima Marshall in un bar. La ragazza si rivela essere una cocainomane con una voce meravigliosa. Per cercare di recuperare i soldi per farla disintossicare, e farle ottenere un contratto come cantante, i due tentano una rapina che si conclude con l'omicidio di una guardia. Jefferson decide di scappare, inconsapevole del destino della ragazza.
Dopo undici anni, Rima rivede Jefferson ormai ingegnere edile affermato e sposato. La ragazza gli comunica che ha informazioni che possono mandarlo in prigione per via dell'omicidio commesso da lei undici anni prima e spietatamente, lo ricatta. Ma Jefferson mette in atto il suo piano per mettere a tacere la donna. Ormai Jefferson senza nulla da perdere, le instrada contro un suo ex fidanzato, per fare sì che sia qualcun altro ad ucciderla, quand'invece lei verrà ritrovata morta per mano del suo ultimo compagno, liberando Jefferson dal sua condizione di ricattato.

## Opere derivate
Nel 1993, dal romanzo è stato realizzato il telefilm Requiem per voce e pianoforte, regia di Tomaso Sherman; con Simona Cavallari, Massimo Popolizio, Lara Wendel.

## Edizioni in italiano
- James Hadley Chase, L'ora della verità, traduzione di Ida Omboni, Il Giallo Mondadori n. 700, Milano: 1962
- James Hadley Chase, L'ora della verità, traduzione di Ida Omboni, I Classici del Giallo Mondadori n. 420, Milano: 1983